# Головна Кордильєра

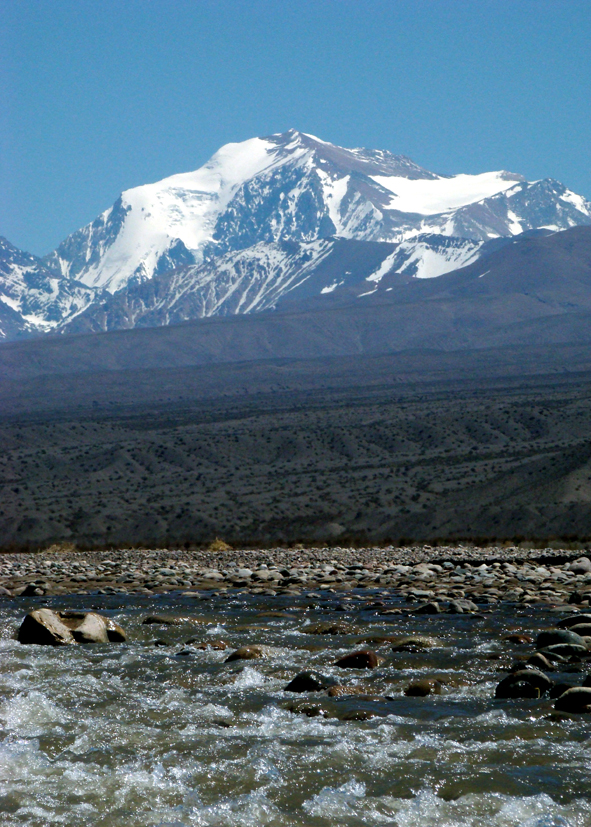
Вершина Мерседаріо, провінція Сан-Хуан

Головна Кордильера (ісп. Cordillera Principal) або Фронтальна Кордильєра (ісп. Cordillera Frontal) — вододільний хребет Чилійсько-Аргентинських (або Субтропічних) Анд, приблизно між 26-31° і 39-42° пд. ш.
У північній частині багато вершин перевищують 5 тис. м (найвищі: Аконкаґуа — 6962 м, Мерседаріо — 6720 м), але на південь від 35° висоти не перевищують 4 тис. м.
Головна Кордильєра складена головним чином з мезозойських осадових і вулканічних порід з впровадженнями інтрузій. На південь від 33° на західному схилі хребта багато діючих вулканів та часті землетруси.
Кількість опадів швидко збільшується з півночі на південь (від 200 до 2500 мм на рік), тому снігова лінія знижується з 5000 м близько 30° пд. ш. до 2300 м близько 39°, характерні для півночі пустельні форми рельєфу змінюються водно-ерозійними і льодовиковими.
На півночі західні схили покриті ксерофітними чагарниками, в центрі — жорстколистяними лісами, на півдні — вологими вічнозеленими лісами (гірський вологий ліс або гемігілея), що переходять і на сухіші східні схили, які на північ від 36° пд. ш. дуже посушливі.
| Земля | Це незавершена стаття з географії. Ви можете допомогти проєкту, виправивши або дописавши її. |